# Grossera vignei
Grossera vignei là một loài thực vật có hoa trong họ Đại kích. Loài này được Hoyle mô tả khoa học đầu tiên năm 1935.